# Liste für alternative Demokratie
Die Liste für alternative Demokratie (LAD) ist eine Wählergruppe aus Gerstungen im thüringischen Wartburgkreis.

## Geschichte
Die Liste für alternative Demokratie wurde 1994 in Lauchröden (seit 2004 Ortsteil der Gemeinde Gerstungen) gegründet. Seitdem tritt sie zu Gemeinderats- und Kreistagswahlen in Gerstungen und im Wartburgkreis an.

## Programm
Die Wählergruppe sieht ihren Schwerpunkt in der Gestaltung einer bürgerorientierten, parteiunabhängigen Kommunalpolitik und im „Widerstand gegen den schleichenden Demokratieabbau auf Bundes-, Landes- und kommunaler Ebene“. Letzteres zielt vor allem darauf ab, dem Einzug rechtsextremer und rechtspopulistischer Gruppierungen in die Kommunalparlamente entgegenzutreten.

## Wahlergebnisse

### Gemeinde Lauchröden
Der neu gegründeten Wählergemeinschaft gelang bei der Gemeinderatswahl 1994 der Gewinn von fünf von acht Sitzen im Gemeinderat von Lauchröden. Nach der Gemeinderatswahl 1999 stellte die LAD alle zwölf Lauchröder Gemeinderäte.

### Gemeinde Gerstungen
2004 wurde Lauchröden Ortsteil der Gemeinde Gerstungen. Bei der Gemeinderatswahl 2004 zog die LAD mit vier Mandaten in den Gerstunger Gemeinderat ein (20,9 % der Stimmen, vier von 20 Sitzen im Gemeinderat). 2009 errang die LAD 19,2 % und damit erneut vier Mandate im Gemeinderat. 2010 kandidierte Heiko Köppe für die LAD als Bürgermeister von Gerstungen und erreichte 23,9 % der Stimmen. Bei der Kommunalwahl am 25. Mai 2014 erreichte die LAD 13,6 % der Stimmen für den Gerstunger Gemeinderat.
Im Zuge der Gebietsreform in Thüringen vergrößerte sich das Gerstunger Gemeindegebiet um die früheren Gemeinden Marksuhl und Wolfsburg-Unkeroda. Entsprechend änderten sich bei der Gemeinderatswahl 2019 die Mehrheitsverhältnisse im nun 15 Sitze umfassenden Gerstunger Gemeinderat. Die LAD erreichte im stark vergrößerten Gemeindegebiet noch 9,5 % der Wählerstimmen und erhielt damit nur noch zwei Gemeinderatssitze.
Zur Gerstunger Bürgermeisterwahl am 24. Februar 2024 kandidierte das LAD-Mitglied Markus Griebel (50) aus Lauchröden, unterlag allerdings mit knapp 30 % dem CDU-Kandidaten Daniel Steffan (49). Bei den Kommunalwahlen in Thüringen 2024 erlangte die LAD noch 5,9 % der Stimmen und ist seither nur noch mit einem Sitz im Gemeinderat vertreten.

### Wartburgkreis
Bei der Kreistagswahl 2009 trat die LAD erstmals zur Kreistagswahl an und errang mit dem Schriftsteller und Liedermacher Harry Weghenkel als Spitzenkandidat ein Mandat im Kreistag des Wartburgkreises. Bei der Kreistagswahl 2014 erreichte man 1,7 % der Stimmen und Weghenkel verteidigte damit sein Kreistagsmandat. Er bildete mit SPD und Grünen eine gemeinsame Fraktion im Kreistag.
Für die Kreistagswahl 2019 kooperierte die LAD mit dem Wählerbündnis Wutha-Farnroda, von dem auch einige Vertreter in die Kandidatenliste für den Kreistag aufgenommen wurden. Bei der Wahl wurde das Kreistagsmandat erneut verteidigt, die LAD erreichte 1,6 Prozent der Stimmen.
Zur Kreistagswahl 2024 stellte die LAD keine eigene Liste mehr auf, Mitglieder der LAD kandidierten auf der Liste der Freien Wähler.